# Talir Satterfield-Rowe
Talir Satterfield-Rowe (Camden, 5 dicembre 1991) è un ex giocatore di football americano e allenatore di football americano statunitense che ha giocato come runningback.

## Palmarès
- 1 Mondiale (2015)